# Линч, Бекки
Ребе́кка Куи́н (англ. Rebecca Quin, род. 30 января 1987, Лимерик, Манстер) — ирландская женщина-рестлер, более известная под именем Бе́кки Линч (англ. Becky Lynch). В настоящее время выступает в WWE на бренде Raw.
Куин начала тренироваться рестлингу в 2002 году. Первоначально она работала в Ирландии и иногда выступала в команде со своим братом под своим настоящим именем, но вскоре начала выступать по всей Европе и Северной Америке в различных независимых промоушнах. Более всего Куин выступала в Elite Canadian Championship Wrestling и стала первой в истории чемпионкой SuperGirls в 2005 году. В 2006 году во время матча Куин получила тяжелую травму головы из-за чего несколько лет не занималась рестлингом. Она вернулась в 2012 году и в 2013 году подписала контракт с WWE, получив место в NXT. После перехода в основной состав WWE она стала первым в истории женским чемпионом WWE SmackDown.
Сделала 1 пластическую операцию.
В 2018 году Линч перешла к более агрессивному персонажу, представляя себя как несправедливо обойденного аутсайдера и называя себя «Мужик» (англ. The Man), что привело к значительному росту её популярности. В 2019 году она выиграла матч «Королевская битва», а на WrestleMania 35 завоевала женские титулы обоих брендов, став первой женщиной, владевшей обоими титулами одновременно. Она установила рекорд по самому долгому пребыванию в статусе чемпиона WWE Raw среди женщин — 373 дня, пока не ушла на перерыв из-за беременности в мае 2020 года. В августе 2021 года Линч вернулась на шоу SummerSlam, чтобы противостоять чемпиону WWE SmackDown среди женщин Бьянке Белэр, которую она победила несколько секунд спустя и стала четырёхкратным чемпионом WWE SmackDown среди женщин.  После завоевания командного чемпионства WWE среди женщин в начале 2023 года она стала шестой чемпионкой Тройной короны, а после завоевания чемпионства NXT среди женщин в сентябре 2023 года она стала шестой чемпионкой Большого шлема. 

## Ранняя жизнь
Ребекка родилась в Лимерике, Ирландия, и выросла в Балдойле, Дублин. Её родители развелись, когда ей был один год. Она начала смотреть реслинг с малых лет со своим братом Ричи, который позже выступал под именем Гонзо де Мондо. Она занималась верховой ездой, плаванием и баскетболом. Тем не менее, она утверждала, что имела плохие оценки по физкультуре в школе.
Ребекка училась в университете, изучав философию, историю и политику, но позже бросила учёбу. Она планировала вернуться в колледж, чтобы начать изучать физическую культуру. Перед тем, как начать тренироваться в качестве реслера, она заявила, что «шла по плохому пути» с алкоголем, но реслинг помог ей бросить это.

## Карьера в рестлинге

### Обучение и первые годы в рестлинге (2002—2005)
Будучи подростком, Куин слышала, что Фергал Девитт и Пол Трейси открыли в Ирландии школу рестлинга, и решила поступить к ним на обучение. Вместе с братом она начала обучение в июне 2002 года и уже через пять месяцев 11 ноября дебютировала на ринге под именем Ребекка Нокс. В начале своей карьеры она часто участвовала в смешанных командных матчах со своим братом. Кроме того она продолжала обучение в NWA UK Hammerlock.
Первоначально она работала в Ирландии, иногда выступала в команде со своим братом, но вскоре стала выступать по всей Европе. Работала во французском промоушене Queens of Chaos, где в 2006 году завоевала мировой чемпионский титул Королевы Хаоса. Кроме того она работала в английской федерации One Pro Wrestling и в немецкой German Stampede Wrestling. С 2005 года начала выступать в Северной Америке, в основном в SuperGirls Wrestling и эпизодически в Extreme Canadian Championship Wrestling. В SuperGirls Wrestling Куин стала первым чемпионом SuperGirls и удерживала этот титул 10 месяцев. Она также участвовала в турнире ChickFight III, в котором смогла дойти до второго раунда.

### Выступления в Японии (2005—2006)
В ноябре 2005 года Нокс участвовала в двухнедельном туре по Японии, во время которого боролась за Международный женский Гран-При. Её команда вместе с Адзей Конг и Гран Хамадом на каждом шоу участвовала в главных событиях и не потерпела ни одного поражения. Сама Нокс 9 ноября на арене Коракуэн в Токио стала победительницей королевского боя 18 девушек. Позже девушка описывала этот тур как основной момент своей карьеры. В августе 2006 года Нокс вновь вернулась в Японию. 13 августа она одержала победу в одиночном поединке против Юри Ураи, а позже в командном матче с Буллфайт Сорой над Гами и Кёко Кимурой. 18 августа она вновь одержала победу в командном матче, однако спустя два дня проиграла Кимуре в одиночном.
В сентябре 2006 года во время одного из матчей в Германии Нокс получила травму головы и ей диагностировали возможное повреждение восьмого черепного нерва. Первоначально ожидалось, что Нокс вернётся на ринг в 2008 году, однако она отказалась от выступлений.

### WWE

#### NXT (2013—2015)
8 апреля 2013 года было объявлено, что Ребекка подписала двухлетний контракт с WWE и была отправлена на подготовительную площадку NXT Wrestling. 29 августа было объявлено, что Ребекка будет выступать под псевдонимом Бекки Линч. 26 июня Линч дебютировала на телевизионном шоу NXT с новым гиммиком, отражающим её ирландское происхождение, и в этот день она одержала победу над Саммер Рэй. 3 июля Бекки вместе с Бейли проиграли команде BFF’s (женская чемпионка NXT Шарлотт и Саша Бэнкс) в командном матче. 31 июля на эпизоде NXT Бекки дебютировала в новом гиммике рокерши, проиграв женской чемпионке Шарлотт.
В эпизоде NXT от 23 октября, Линч объединилась в команду с Сашей Бэнкс (Team B.A.E.), напав на Бейли, и став хилом. К февралю 2015 года их команда распалась.
На NXT TakeOver: Rival, прошедшего 11 февраля 2015 года, Линч участвовала в четырёхстороннем матче за женское чемпионство NXT, в матче победила Бэнкс. В апреле Линч победила Бейли и Шарлотту в матче тройной угрозы, получив право на титульный матч против Саши, который она проиграла на NXT TakeOver: Unstoppable. Во время матча она дебютировала в новом образе, напоминающем персонажа компьютерной игры Magic:The Gathering Чандру Налаар. Матч получил широкое признание критиков, причем похвалы достались обоим исполнителям.

#### Женская революция (2015—2016)
Бекки Линч официально дебютировала в основном ростере 13 июля 2015 года на эпизоде Raw, вместе с Шарлоттой и Сашей Бэнкс, после того, как Стефани Макмэн сообщила о «революции» в дивизионе див. Линч и Шарлотта объединились с Пейдж, которая враждовала с командой Белл (Алисия Фокс и близняшки Белла), в то время как Бэнкс вступила в союз с Наоми и Таминой. Команда Пейдж, Линч и Шарлотты, первоначально получившее название «Submission Sorority», была переименована в «Team PCB» (по инициалам каждого рестлера), когда выяснилось, что первоначальное название совпадало с названием веб-страницы для взрослых. Линч дебютировала на ринге в эпизоде Raw от 20 июля, объединившись с Пейдж они проиграли матч против Саши Бэнкс и Наоми. Свою первую победу Линч одержала в одиночном матче 28 июля на эпизоде Main Event победив Бри Беллу. В конечном счете три команды встретились на SummerSlam 2015 года в матче на выбывание из трех команд, в котором Линч удержала Бри Беллу и выиграла матч за PCB.

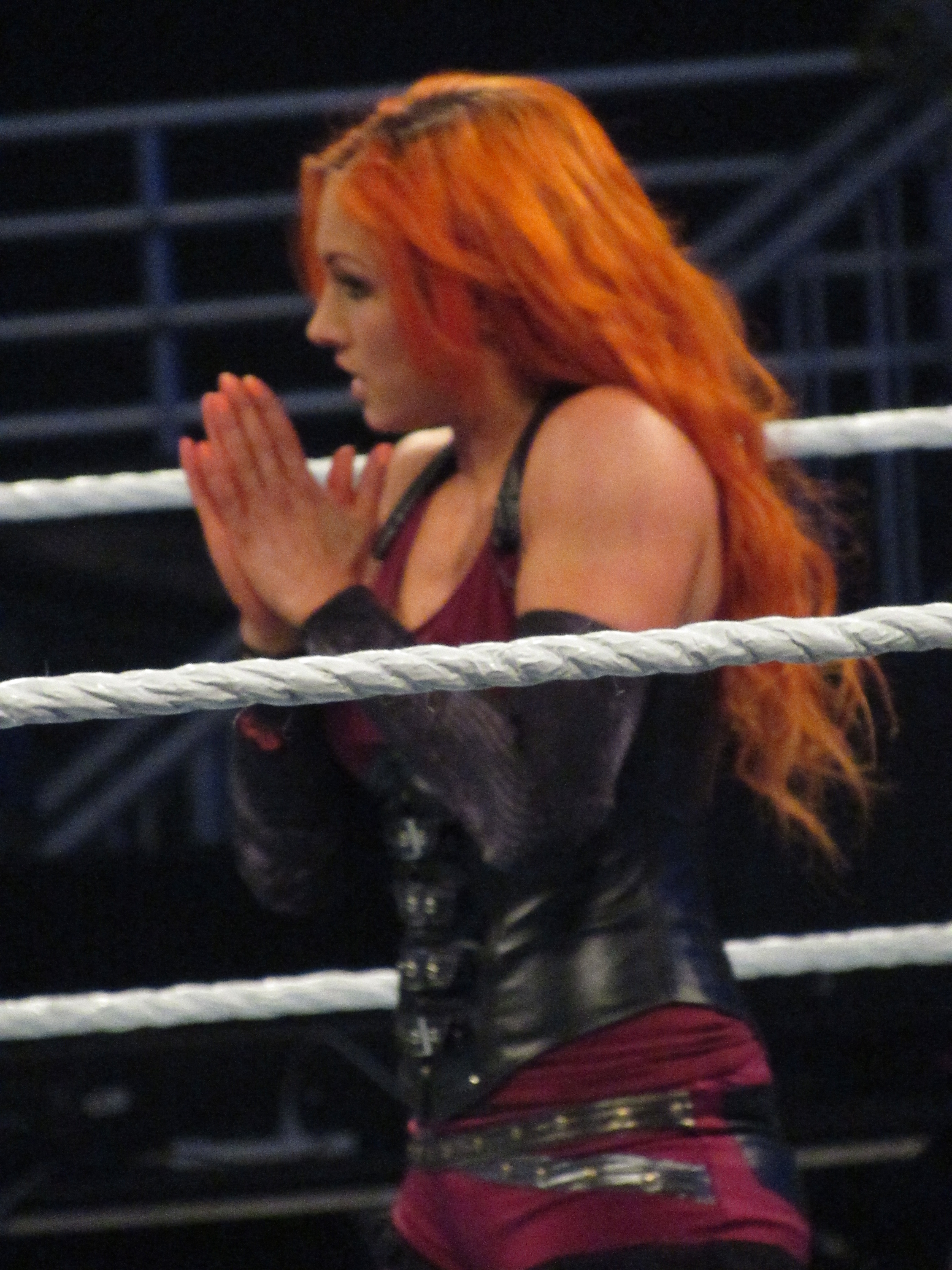
Бекки Линч в январе 2016

31 августа на эпизоде Raw все участники PCB соревновались в первом «Divas Beat the Clock challenge» (победить соперника за максимально короткое время), чтобы определить претендентку за чемпионство див. Шарлотта выиграла матч и выиграла титул у Никки Беллы на Night of Champions 20 сентября. Следующей ночью на Raw Пейдж атаковала Шарлотту и Линч во время празднования Шарлотты, заявив, что Шарлотта получила свой титул только из-за своего отца Рика Флэра и назвала Линч «наименее значимым» членом группы. После PPV Hell In a Cell 25 октября 2015 года, команда РСВ прекратила свое существование. В эпизоде Raw от 2 ноября Пейдж удержала Линч в четырёхстороннем матче, заработав титульный матч против Шарлотт Флэр. На следующей неделе на Raw Линч взяла реванш, победив Пейдж.
В эпизоде Raw от 30 ноября Шарлотта симулировала травму ноги, чтобы победить Линч. В течение всего декабря вражда между Шарлоттой и Линч продолжала развиваться. 4 января 2016 года Линч победила Шарлотт в матче без титула на кону. После матча Шарлотта атаковала Бекки и стала хилом. Линч встретилась с Шарлоттой в матче за титул див три дня спустя на SmackDown и на PPV Royal Rumble 2016, но проиграла оба матча из-за вмешательства Рика Флэра.
В феврале Линч объединилась с Бэнкс против команды Наоми и Тамины. Их противостояние продолжалась до тех пор, пока Линч и Бэнкс не одержали победу в командном матче на Fastlane. Следующей ночью на Raw матч за претендентство на титул Див между Линч и Бэнкс закончился двойным отсчетом. Матч-реванш на следующем SmackDown закончился безрезультатно, когда чемпионка Шарлотта атаковала обоих соперниц. В результате, Шарлотта должна была защищать свой титул в матче тройной угрозы против Бекки Линч и Саши Бэнкс на Рестлмании 32. На самом шоу Шарлотт защитила новый пояс женской чемпионки Raw в матче против Линч и Бэнкс. В июне на Money in the Bank Линч объединилась с Натальей, проиграв команде Даны Брук и Шарлотты. После их матча Наталья атаковала Линч. В дальнейшем между Наталией и Линч началась вражда, которая окончилась поражением Линч на шоу Battleground 2016.

#### Первое чемпионство и различные противостояния (2016—2018)
Став первой женщиной, выбранной брендом SmackDown на драфте WWE 2016 года, Линч победила Наталью в её первом матче на SmackDown. На SummerSlam Линч объединилась с Кармеллой и Наоми в командном матче проиграв Алексе Блисс, Наталье и Никки Белле.

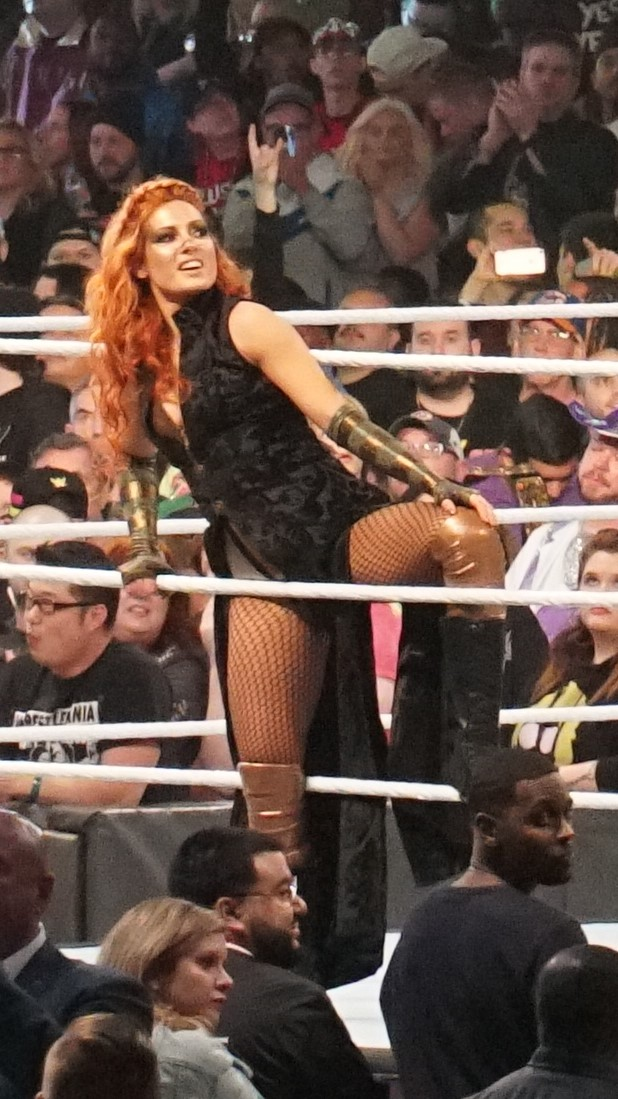
Бекки Линч на WrestleMania 34

11 сентября на Backlash Линч победила в поединке на выбывание из шести противников и стала первой чемпионкой SmackDown среди женщин. Её первая защита титула против Алексы Блисс была запланирована на шоу No Mercy, но из-за того, что Линч получила травму матч был перенесен на эпизод SmackDown от 8 ноября, где Линч защитила титул. На шоу Survivor Series Линч выступила в составе команды SmackDown вместе с Блисс, Кармеллой, Наоми и Натальей проиграв женской команде Raw. На шоу TLC в декабре Линч проиграла женский титул чемпионки SmackDown Алексе Блисс в матче со столами, Линч провладела титулом 84 дня. Она получила свой матч-реванш за чемпионство на эпизоде SmackDown 17 января 2017 года в матче со стальной клеткой, но проиграла после вмешательства некой La Luchadora (позже выяснилось, это была вернувшаяся Микки Джеймс). Позднее между Линч и Джеймс состоялся матч на Elimination Chamber в феврале, который Линч выиграла. Линч участвовала в поединке на выбывание из шести противников за титул чемпионки SmackDown среди женщин на Рестлмании 33, в поединке победила Наоми.
В мае Линч объединилась с Наоми и Шарлоттой Флэр против команды Натальи, Кармеллы и Тамины. Две команды встретились в командном матче на шоу Backlash; где победу одержала команда Натальи, Кармеллы и Тамины, когда Линч сдалась от болевого Натальи. Вскоре после этого Линч провела матч на Money in the Bank за первый в истории женский кейс Money in the Bank, который выиграла Кармелла. В октябре Линч выиграла матч против Флэр, Наоми, Тамины и Кармеллы, став капитаном команды SmackDown на Survivor Series. На самом шоу Линч была устранена первой в матче, а женская команда SmackDown потерпела поражение. На протяжении всего оставшегося года, Линч снова объединилась с Флер и Наоми для противостояния с командой Riott (Руби Райотт, Лив Морган и Сара Логан). В январе 2018 года на Royal Rumble Линч приняла участие в первом в истории женском матче Royal Rumble, вышев под номером 2 и продержавшись более 30 минут, она была выбита из матча Руби Райотт. Несколько месяцев спустя Линч также участвовала в первом в истории женском батлрояле на WrestleMania 34, но была выбита из матча Микки Джеймс. В мае Линч провела матч на Money in the Bank за женский кейс Money in the Bank, который выиграла выиграла Алекса Блисс.

#### The Man и триумф на WrestleMania 35 (2018—2019)
После шоу Money in the Bank 2018 Линч совершила победную серию, победив различных соперниц, таких как Билли Кей, Соня Девилль, Пейтон Ройс, Мэнди Роуз, и чемпионку SmackDown среди женщин Кармеллу в матче без титула. Благодаря этим победам Линч заработала титульный матч на SummerSlam. Позднее Шарлотта Флэр также была добавлена к матчу после того, как она также победила Кармеллу в матче без титула. На самом шоу Флэр выиграла титул, удержав Линч. После матча Линч атаковала Флэр, став хилом впервые с момента своего дебюта в основном ростере. Два дня спустя на SmackDown Линч обратилась к зрителям, заявив, что на самом деле они не поддерживали её все это время и что ей отказывали в возможностях, которые всегда предоставлялись Флэр. Несмотря на это, зрители стали больше поддерживать Линч, что побудило WWE изменить сюжетную линию и изобразить обоих Линч и Флер как враждующих, но ни одна из них не была хилом. Вражда между ними привела к титульному поединку на Hell in a Cell, на шоу Линч во второй раз выиграла женское чемпионство SmackDown. Противостояние Линч и Флэр продолжилось, между ними прошло ещё два матча за пояс. Первый на Super Show-Down, где Флэр победила Линч по дисквалификации. Второй прошёл на специальном женском шоу Evolution, в котором победила Линч проведя Флэр Power-Bomb с третьего каната на стол, после чего Шарлотта не смогла подняться.
Матч получил признание критиков и получил рейтинг 4.75 от Wrestling Observer, став самым высокооценённым женским матчем в истории WWE, а также самым высокорейтинговым матчем основного ростера WWE за 2018 год.
Вскоре после того, как её вражда с Флэр закончилась, для Линч был запланирован матч против чемпионки Raw среди женщин Ронды Раузи в рамках противостояния между брендами на Survivor Series 2018. Однако, во время вторжения женской команды SmackDown во главе с Линч на эпизоде Raw от 12 ноября, после удара от Наи Джакс у Линч был сломан нос. Из-за травмы Бекки была отстранена от матча на Survivor Series. Нападение и травма сделали Линч ещё более популярной среди фанатов. Кроме того, нападение отразилось на новом гиммике Линч «The Man», который характеризовал её как бесстрашную женщину. На эпизоде SmackDown от 13 ноября, она должна была назвать свою замену на матч против Ронды Раузи. Линч выбрала Шарлотт Флэр. После возвращения Линч в ростер, её ждала титульная защита на шоу TLC в матче против Аски и Шарлотты Флэр, титул был подвешен над рингом, для победы необходимо было его снять. В матче победила Аска, благодаря вмешательству Ронды Раузи, которая скинула Фэр и Линч с лестницы.

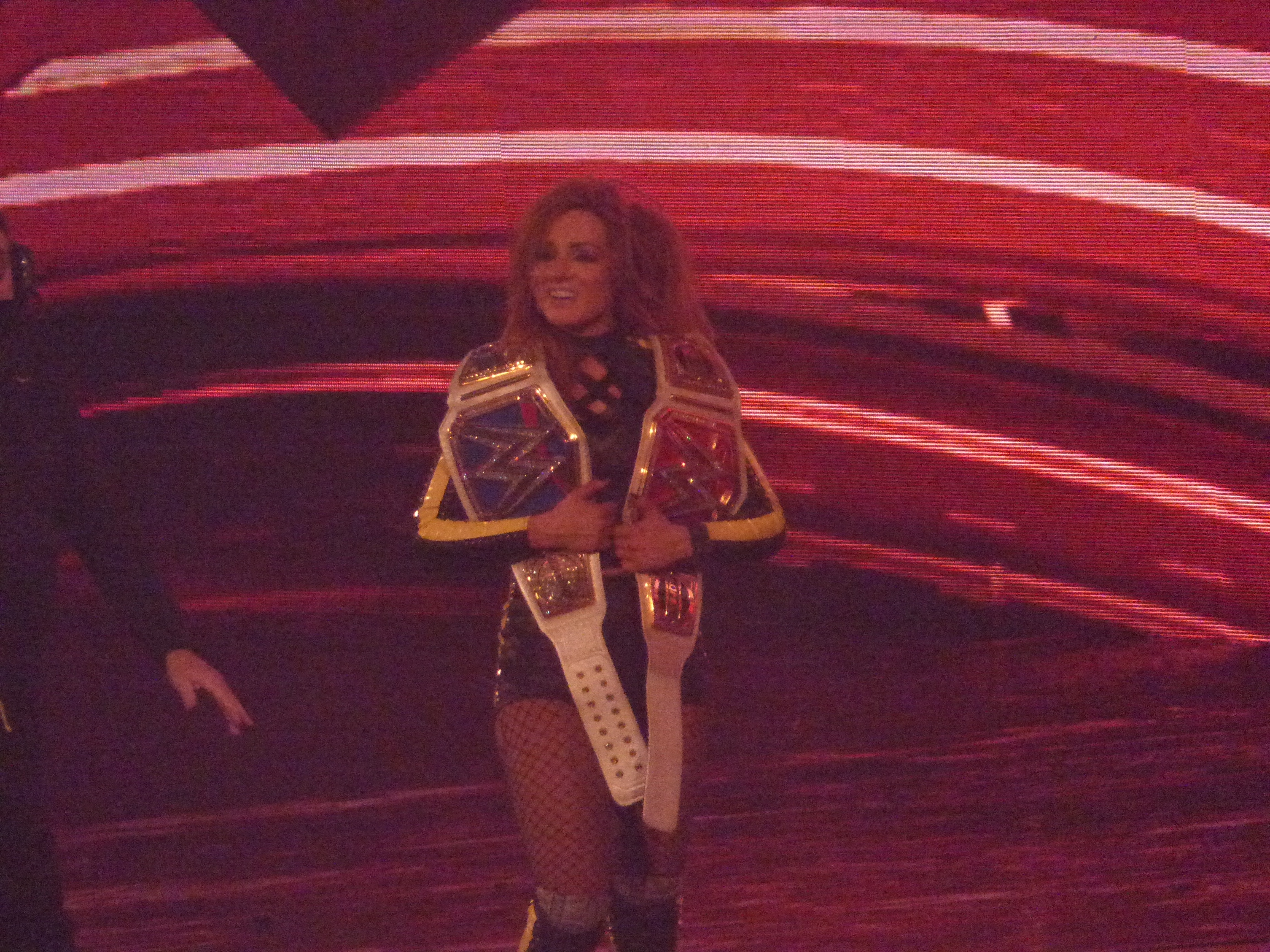
Бекки Линч на WresleMania 35

27 Января 2019 года на Royal Rumble Аска успешно защитила титул против Линч в матче-реванше. В женской королевской битве Линч заменила Лану, которая по причине травмы не смогла выйти к рингу. В результате именно Бекки Линч становится победительницей женского Royal Rumble 2019 года, в финале выкинув Шарлотт Флэр. Следующей ночью на Raw Линч дебютировала в ростере Raw и продолжила свою вражду с Рондой Раузи, решив сразиться с Раузи за женский титул чемпионки Raw на WrestleMania 35. В рамках сюжетной линии, Линч получила травму колена и позднее напала на Стефани Макмахон, Трипл Эйча, которое было как бы копией нападений Стива Остина во времена атитьюды. Винс Макмэн отстранил Линч в феврале на 60 дней и заменил её Шарлоттой Флэр в качестве соперницы для Раузи на WrestleMania 35. На шоу Fastlane, Линч победила Флэр по дисквалификации после того, как Раузи намеренно атаковала Линч, чтобы отдать ей победу; из-за условий матча Линч была добавлена обратно в титульный матч на WrestleMania 35, таким образом матч стал матчем тройной угрозы за женское чемпионство Raw.
Позднее Флэр выиграла женский титул чемпионки SmackDown у Аски. Титул Флэр также ставился на кон и матч на WrestleMania 35 получил приставку «победитель забирает все». На WrestleMania 35 Линч сворачиванием удерживает Раузи, выиграв оба титула: титул чемпионки Raw среди женщин и титул чемпионки SmackDown среди женщин. В результате, благодаря победе, Линч стала единственной женщиной, которая владела двумя титулами одновременно. Благодаря этому, ей разрешили появляться как на бренде Raw, так и на SmackDown, также она получила ещё одно прозвище: «Becky Two Belts». Команда комментаторов и продюсеров WWE заявили, что плечи Раузи не были опущены при счете три, и многие фанаты, как и СМИ, остались в недоумении, было ли это правильным окончанием матча. Тем не менее, победа Линч принесла Раузи её первое поражение в одиночном матче в WWE.
Вскоре после WresleMania 35 Линч начала противостояние с Лэйси Эванс, которая была переведена на Raw во время драфта. Лэйси постоянно атаковала Линч после её промо. Одновременно на SmackDown Линч продолжала враждовать с Шарлотт Флэр. На Money In The Bank, Линч защитила титул чемпионки Raw среди женщин от Лэйси Эванс, но в следующем матче проиграла Флэр титул чемпионки SmackDown среди женщин из-за вмешательства Лэйси Эванс. С проигрышем женского титула SmackDown, Линч стала участником бренда Raw. В середине июня Линч успешно сохранила свой титул в матче против Эванс на Stomping Grounds. Позже, в ту же ночь, Линч помогла своему бойфренду Сету Роллинсу сохранить титул чемпиона вселенной WWE от Барона Корбина, после того как Корбин выбрал Эванс специальным приглашенным судьей на их титульный матч. Противостояние между парами закончилось на Extreme Rules в июле, после того как Линч и Роллинс сохранили свои титулы в матче смешанных команд.
В августе Линч начала короткую вражду с Натальей. На SummerSlam Линч одержала победу в матче болевым приемом Dis-Arm-Her. В середине августа свое возвращение совершила Саша Бэнкс, которая атаковала Линч. На Clash of Champions 15 сентября Линч сохранила свой титул после того, как по неосторожности ударила судью стулом, что привело её к дисквалификации. Вражда в конечном итоге привела к матчу в клетке на Hell in a Cell 6 октября, где Линч снова одержала победу. На Survivor Series Линч (как чемпионка Raw среди женщин) встретилась с чемпионкой SmackDown среди женщин Бэйли и чемпионкой NXT среди женщин Шейной Бэйзлер в матче тройной угрозы без титула на кону. Бэйзлер одержала победу после болевого на Бэйли. После матча Линч атаковала Бэйзлер и проломала ей комментаторский стол.
26 ноября Линч побила рекорд Ронды Раузи как самой долгой действующей чемпионки Raw среди женщин.
После Survivor Series Линч объединилась с Шарлоттой Флэр против команды Kabuki Warriors (Аска и Кайри Сейн), что привело к матчу за женские командные титулы, на TLC в декабре. В матче победили Kabuki Warriors. Впоследствии Линч продолжила свою вражду с Аской, что привелол к матчу за женское чемпионство Raw на Royal Rumble 26 января 2020 года, где Линч защитила титул, положив конец их вражде.
В феврале Линч начала противостояние с Шейной Бэйзлер, которая выиграла отборочный матч на Elimination Chamber за первое претендентство на женский титул Raw. 4 апреля на WrestleMania 36 Линч победила Бэйзлер и сохранила титул, вскоре после этого её рейн превысил отметку в 365 дней. После WrestleMania 36 Линч не участвовала в матчах, а на эпизоде Raw от 11 мая Линч объявила, что она вакантирует титул чемпионки Raw из-за своей беременности. Титул был передан Аске, которая ранее выиграла в женском матче Money In The Bank.

#### Big Time Becks, травма и возвращение (2021–2023)
21 августа 2021 года, после 15-месячного перерыва, Линч вернулась на SummerSlam как хил, победив Бьянку Белэйр менее чем за полминуты и выиграв женское чемпионство SmackDown в четвёртый раз. На Extreme Rules Линч успешно сохранила свой титул от Бьянки Белэйр после вмешательства вернувшейся Саши Бэнкс. Матч тройной угрозы между Линч, Бьянкой и Бэнкс за женский титул SmackDown был запланирован на Crown Jewel в октябре, где Линч успешно защитила титул. В рамках драфта 2021 года Линч была выбрана брендом Raw. На эпизоде SmackDown 22 октября Линч и чемпионка Raw среди женщин Шарлотта Флэр обменялись своими титулами, таким образом Линч стала новой чемпионкой Raw среди женщин. Однако обмен титулов пошёл не по сценарию, когда Флэр специально уронила титул перед Линч. В рамках драфта 2021 года Бьянка Белэйр также была выбрана Raw и продолжила свое противостояние с Линч. На эпизоде Raw от 1 ноября Линч успешно защитила свой титул против Белэйр, положив конец вражде. На Survivor Series Линч победила чемпионку SmackDown среди женщин Шарлотту Флэр в поединке чемпион против чемпиона. Позднее Линч провела матч с Литой, которая бросила вызов Линч на титульный матч на Elimination Chamber, поскольку это был матч мечты для Линч. Линч удалось сохранить титул. На WrestleMania 38 Бекки Линч проиграла титул победительнице женского Royal Rumble 2022 Бьянке Белэйр, завершив свой рейн в 162 дня.
На эпизоде Raw от 16 мая Линч не смогла стать претенденткой № 1 за женское чемпионство Raw, проиграв Аске.На следующей неделе Линч победила Аску. Победа добавила Линч в матч Аски и Белэйр на Hell in a Cell. На Hell in a Cell Белэйр отстояла титул. В июне 2022 года Линч заработала право на участие в женском матче за кейс на Money in the Bank. Что стало её четвёртой попыткой, однако и на этот раз Линч победить не смогла.
На SummerSlam (2022) Линч смогла получить право на бой против Бьянки Белэйр за Чемпионство Raw, которое та ранее у неё выиграла. Во время матча Линч травмировала плечо и в итоге была побеждена. После поражения Линч признала победу Белэйр и помогла той, когда Бьянке угрожали вышедший на ринг Бэйли, Ио Скай и Дакота Кай. Днем позже на Raw Линч подтвердила свою травму и была выведена из сюжетов традиционным для таких случаев нападением с избиением от рук вышеупомянутой троицы.
На эпизоде SmackDown от 25 ноября Линч вернулась в роли «The Man», став пятым членом команды Бьянки Белэйр на WarGames. На самом мероприятии 26 ноября команда Белэйр одержала победу. На Royal Rumble 28 января 2023 года Линч участвовала в женском матче Royal Rumble под номером 15. Она выбила Дакоту Кай и Ийо Скай, после чего была выбита из матча Бэйли.
В эпизоде Raw от 27 февраля Линч и Лита победили Damage CTRL и выиграли женские командные титулы WWE с помощью вернувшейся Триш Стратус. Линч также стала шестой чемпионкой Тройной короны среди женщин. В первую ночь Wrestlemania 39 Линч, Лита и Стратус победили Damage CTRL. В эпизоде Raw от 10 апреля Линч и Стратус (заменившая травмированную Литу) проиграли титулы Лив Морган и Ракель Родригес, окончив рейн чемпионок Линч и Литы в 43 дня. После матча Стратус атаковала Линч, совершив хилтерн. На эпизоде Raw от 15 мая Линч вызвала Стратус на одиночный матч на Night of Champions. Линч проиграла матч после вмешательства Зои Старк. На эпизоде Raw от 5 июня Линч победила Стратус в одиночном матче. Линч заработала матч-реванш против Стратус, победив Зои Старк в одиночном матче на Raw, который был назначен официальным лицом WWE Адамом Пирсом. Однако матч между Линч и Стратус не был включен в кард SummerSlam, что вызвало негативную реакцию фанатов в социальных сетях, с сообщениями, предполагающими, что Стратус и Линч были разочарованы этим решением в реальной жизни. Позднее утверждалось, что матч не был включен в кард из-за нехватки времени, что, по-видимому, было подтверждено Трипл Эйчем, который защищал это решение. На Raw 14 августа матч Стратус и Линч закончился двойным отсчетом. Адам Пирс заявил, что в будущем у них будет матч-реванш внутри стальной клетки на Payback, где Линч победила Стратус, положив конец их противостоянию.

#### Женская чемпионка NXT (2023)
После Payback Линч начала противостояние с чемпионкой NXT среди женщин Тиффани Стрэттон и вызвала её на титульный поединок, который Стрэттон приняла. На эпизоде NXT от 12 сентября Линч победила Стрэттон и выиграла титул, став при этом шестой чемпионкой Большого шлема среди женщин. На NXT No Mercy Линч победила Стрэттон в матче по экстремальным правилам в главном матче, сохранив титул. В первую ночь Halloween Havoc Линч проиграла титул Лире Валькирии, завершив свой рейн в 42 дня.

#### Возвращение «The Man» (2023–2024)

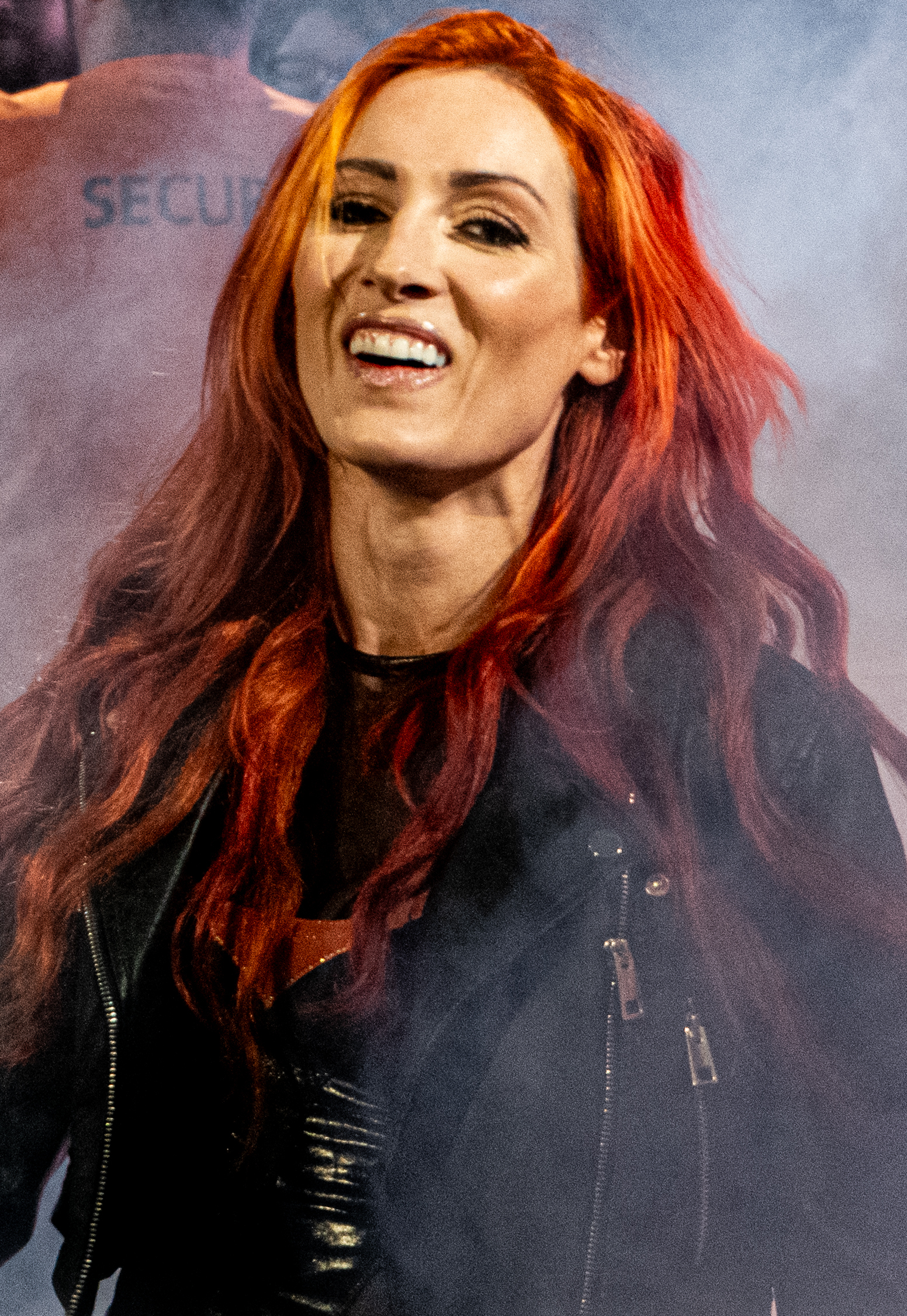
Линч в 2024 году

В эпизоде SmackDown от 17 ноября Линч была объявлена четвёртым и последним членом команды Бьянки Белэйр на Survivor Series WarGames. На шоу 25 ноября Линч, Белэйр, Шарлотт Флэр и Шотци победили команду DamageCTRL (Бейли, Ийо Скай, Кайри Сейн и Аска) благодаря тому, что Линч удержала Бейли. После этого Линч возобновила свою вражду с Наей Джакс, кульминацией противостояния стал матч первого дня RAW от 1 января 2024 года, где Линч потерпела поражение от Джакс. На Royal Rumble 27 января 2024 года Линч вошла в женскую королевскую битву под 21-м номером и устранила из матча Челси Грин, после чего была выбита из матча дебютировавшей Джейд Кэргилл. В эпизоде Raw от 5 февраля Линч победила Шейну Базлер, за место в женском матче клетки уничтожения на Elimination Chamber. На шоу в матче по правилам клетка уничтожения Линч победила в матче, удержав в финале Лив Морган, и получила право на матч за титул чемпионки WWE среди женщин против Реи Рипли на WrestleMania XL. В первый день WrestleMania XL 6 апреля, Линч потерпела поражение от Рипли. После того, как Рипли была вынуждена отказаться от титула из-за серьезной травмы руки, Линч выиграла королевскую битву с участием 14 женщин в эпизоде Raw от 22 апреля, победив в финале Лив Морган и выиграв вакантный титул, став семикратной чемпионкой мира среди женщин. На King and Queen of the Ring на 25 мая Линч проиграла титул Морган после вмешательства Доминика Мистерио, закончив свой рейн в 33 дня. Двумя днями позже на Raw Линч не смогла вернуть титул у Морган в матче в стальной клетке после еще одного вмешательства Мистерио. 1 июня, сообщалось, что контракт Линч с WWE истек и что она стала свободным агентом.

## Влияние и наследие
Бекки Линч — одна из самых популярных и узнаваемых рестлеров своего поколения. Линч была первой чемпионкой SmackDown среди женщин. На WrestleMania 35 Бекки Линч, Шарлотта Флэр и Ронда Раузи стали первыми женщинами, которые возглавили главный матч на главном шоу WWE.
Бекки Линч — первый рестлер WWE, появившийся на обложке журнала ESPN, а также первая в истории женщина-рестлер, появившаяся на обложке видеоигры WWE 2K. Она является рекордсменкой по количеству главных матчей на PPV за один год для женщины-рестлера (3 в 2019 году). В том же году она стала первой женщиной в журнале Pro Wrestling Illustrated, которая была названа самой популярной рестлершей года. Линч также стала первой и единственной женщиной-исполнительницей в истории WWE, которая держала лидерство в компании по продаже своих фирменных товаров. Её женский матч против Шарлотты Флэр на WWE Evolution занял 1-е место в списке WWE «25 лучших матчей 2018 года». Матч Бекки Линч против Саши Бэнкс на Hell in a Cell 2019 занял 2-е место в том же списке в 2019 году.
Член Зала славы WWE Букер Ти сравнил эволюцию Линч с эволюцией Рока и добавил: «Бекки находится на том этапе, когда она и все в раздевалке знают, насколько она хороша». Тони Шторм назвала Линч своим самым большим вдохновением и сказала, что она «выведет женский дивизион на совершенно другой уровень».
По состоянию на апрель 2020 года она была шестым самым высокооплачиваемым рестлером WWE и самой высокооплачиваемой женщиной по версии Forbes с зарплатой в 3,1 миллиона долларов США.

## Личная жизнь
В свободное от реслинга время Ребекка работала актрисой и участвовала в многочисленных пьесах в 2011 и 2012 годах. Она получила степень по актёрскому мастерству в Дублинском технологическом институте, а также посещала Колумбийский колледж в Чикаго и Школу Актёрского Мастерства. Кроме того, она работала стюардессой в Aer Lingus два с половиной года. Ребекка является близким другом смешанного мастера единоборств Люка Сандерса.
13 мая 2019 года Ребекка подтвердила, что встречается с реслером Сетом Роллинсом, а 22 августа того же года стало известно об их помолвке. 11 мая 2020 года стало известно, что пара ожидает появления своего первенца в декабре. В декабре 2020 года у пары родилась дочь Ру Лопес.
В марте 2024 года на выпуске RAW Линч объявила, что стала гражданкой США.

## В рестлинге
- Завершающие приёмы
  - Dis-Arm-Her (рычаг локтя Фудживары)
  - Мэнхэндл-слэм (Сайд-слэм, с 2019)
- Коронные приёмы
  - Hard Knox (Leg hook sitout suplex slam)[8][127]
  - Exploder suplex[8][127] (некоторое время был завершающим приемом — 2014)
  - Спрингборд-легдроп с канатов[8]
  - Хурриканрана[8]
  - Спрингборд-Дропкик[8]
  - «Клевер» (некоторое время был завершающим приемом — 2014)
- Прозвища
  - «K-Nox»[8]
  - «Fiery Redhead»
  - «The (Irish) Lass Kicker»
  - «The Man»
  - «Бекки-2-пояса» (Becky 2 belts)
  - «Big Time Becks»
- Музыкальные темы
  - «U Can't Touch This» от MC Hammer[128](использовалось в инди-рестлинге)
  - «A Big Part» от Jingle Punks(WWE NXT с 26 июня по 18 декабря)
  - «Celtic Invasion» от CFO$ (WWE NXT с 18 декабря по настоящее время)

## Титулы и достижения
- CBS Sports
  - Момент года (2018) — нападение на Ронду Раузи на Raw[129]
  - Рестлер года (2018)[129]
  - Матч года в WWE (2018) пр. Аски пр. Шарлотт Флэр на TLC[129]
- Pro Wrestling Illustrated
  - Самый популярный рестлер (2019)[130]
  - Женщина года (2018, 2019)[130][131]
  - № 1 в топ 100 женщин-рестлеров в рейтинге PWI Women’s 100 в 2019 году[132]
- WWE
  - Чемпион мира в тяжелом весе (3 раз)
  - Чемпион WWE Raw среди женщин (2 раза)
  - Командный чемпион WWE среди женщин (1 раза) — с Литой (1), с Лайрой Валькирией (1)
  - Победитель женского Royal Rumble-матча (2019)
  - Чемпион WWE NXT среди женщин (1 раз)
  - Шестой чемпион Тройной короны среди женщин
  - Шестой чемпион Большого шлема среди женщин
- Queens of Chaos
  - Чемпион World Queens of Chaos (1 раз)[133]
- SuperGirls Wrestling
  - Чемпион SuperGirls (1 раз)[8][128]
  - Турнир за титул чемпиона SuperGirls (2005)[8]
- Wrestling Observer Newsletter
  - Худший фьюд года (2015) Team PCB против Team B.A.D. против Team Bella[134]
  - Самый продуктивный рестлер среди женщин (2018)